# Championnats du monde de nage en eau libre 2008
Navigation
Naples 2006 Roberval 2010
La 5e édition des Championnats du monde de nage en eau libre se déroule du 3 au 8 mai 2008 à Séville en Espagne. Les années paires, les titres mondiaux pour la nage en eau libre ne sont pas décernés lors des championnats du monde de natation mais lors de championnats particuliers à cette discipline des sports aquatiques. 2008 étant une année olympique, ces championnats offrent une première occasion pour les spécialistes de se qualifier pour les Jeux olympiques d'été de 2008 où la nage en eau libre fait son apparition dans le programme officiel (seul le 10 km est discipline olympique).

## Tableau des médailles
Médaillée dans toutes les épreuves, la Russie termine en tête du tableau des médailles.
| Rang | Nation      | Or | Argent | Bronze | Total |
| ---- | ----------- | -- | ------ | ------ | ----- |
| 1    | Russie      | 4  | 2      | 2      | 8     |
| 2    | Pays-Bas    | 1  | 1      | 1      | 3     |
| 3    | Allemagne   | 1  | 0      | 1      | 2     |
| 4    | Royaume-Uni | 0  | 2      | 0      | 2     |
| 5    | États-Unis  | 0  | 1      | 1      | 2     |
| 6    | Espagne     | 0  | 0      | 1      | 1     |

## Podiums
| Édition            | Or                      | Argent                 | Bronze                  |
| ------------------ | ----------------------- | ---------------------- | ----------------------- |
| 5 km femmes 6 mai  | Larisa Ilchenko         | Ekaterina Seliverstova | Chloe Sutton            |
| 5 km hommes 6 mai  | Thomas Lurz             | Vladimir Dyatchin      | Maarten van der Weijden |
| 10 km femmes 3 mai | Larisa Ilchenko         | Cassandra Patten       | Yurema Requena          |
| 10 km hommes 4 mai | Vladimir Dyatchin       | David Davies           | Thomas Lurz             |
| 25 km femmes 8 mai | Ksenia Popova           | Edith van Dijk         | Natalya Pankina         |
| 25 km hommes 8 mai | Maarten van der Weijden | Mark Warkentin         | Yuri Kudinov            |

## Résultats

### 10 km
| Rang | Nom               | Temps / Écart     |
| ---- | ----------------- | ----------------- |
| 1    | Larisa Ilchenko   | 2 h 02 min 02 s 7 |
| 2    | Cassandra Patten  | + 3 s 1           |
| 3    | Yurema Requena    | + 4 s 5           |
| 4    | Natalie du Toit   | + 5 s 1           |
| 5    | Jana Pechanova    | + 9 s 9           |
| 6    | Poliana Okimoto   | + 10 s 8          |
| 7    | Angela Maurer     | + 10 s 9          |
| 8    | Keri-Anne Payne   | + 11 s 4          |
| 9    | Aurélie Muller    | + 11 s 5          |
| 10   | Ana Marcela Cunha | + 13 s 6          |

| Rang | Nom                     | Temps / Écart     |
| ---- | ----------------------- | ----------------- |
| 1    | Vladimir Dyatchin       | 1 h 53 min 21 s 0 |
| 2    | David Davies            | + 0 s 3           |
| 3    | Thomas Lurz             | + 6 s 2           |
| 4    | Maarten van der Weijden | + 15 s 3          |
| 5    | Evgeny Drattsev         | + 16 s 6          |
| 5    | Ky Hurst                | + 16 s 6          |
| 7    | Mark Warkentin          | + 16 s 8          |
| 8    | Valerio Cleri           | + 17 s 8          |
| 9    | Spyridon Gianniotis     | + 18 s 1          |
| 10   | Brian Ryckeman          | + 18 s 4          |

Qualification olympique : les dix premiers de l'épreuve du 10 km sont qualifiés pour les Jeux olympiques de Pékin. Après les dix premiers, le meilleur représentant de chacun des cinq continents obtient également sa qualification si tant est qu'au moins deux pays de ce continent participent et qu'un pays n'ait déjà pas qualifié deux de ses représentants. Les nageurs qualifiés ci-dessus sont donc rejoints par :
- la Néerlandaise Edith van Dijk (11e place), la Chinoise Fang Yanqiao (12e), la Vénézuélienne Andreina Pinto (17e) et l'Australienne Melissa Gorman (25e) chez les femmes.
- le Français Gilles Rondy (11e), le Mexicain Luis Escobar (14e), l'Égyptien Mohamed El-Zanaty Metwaly Mez (19e) et le Syrien Saleh Mohammad (23e) chez les hommes.